# جزیره منار
جزیره منار جزیره‌ای در ناحیه منار کشور سری‌لانکا است. این جزیره ۱۲۵ کیلومتر مربع مساحت دارد و توسط یک میان‌گذر به جزیره اصلی سری‌لانکا متصل است. پل آدم که زنجیره ای از جزیره‌های کم عمق آهکی است، بین این جزیره و جزیره پامبان در ساحل جنوب شرقی تامیل نادو هند قرار دارد. شواهد زمین‌شناسی نشان می‌دهد که این پل در گذشته بین هند و سری‌لانکا ارتباط زمینی برقرار می‌کرده‌است.